# VIQR
VIQR (viết tắt của tiếng Anh Vietnamese Quoted-Readable) là một quy ước để viết chữ tiếng Việt dùng bảng mã ASCII 7 bit. Vì tính tiện lợi của nó, quy ước này được sử dụng phổ biến trên Internet, nhất là khi bảng mã Unicode chưa được áp dụng rộng rãi. Hiện nay quy ước VIQR vẫn còn được một số người hay nhóm thư sử dụng.

## Quy tắc
VIQR sử dụng quy tắc sau 
| Dấu phụ          | Ký tự cần gõ | Ví dụ    |
| ---------------- | ------------ | -------- |
| trăng (breve)    | (            | a( → ă   |
| mũ (circumflex)  | ^            | a^ → â   |
| móc (horn)       | +            | o+ → ơ   |
| huyền (grave)    | `            | a` → à   |
| sắc (acute)      | '            | a' → á   |
| hỏi (hook)       | ?            | a? → ả   |
| ngã (tilde)      | ~            | a~ → ã   |
| nặng (dot below) | .            | a. → ạ   |
| xoá dấu          | 0            | à0 → a   |
| thoát dấu        | \            | a\? → a? |

VIQR dùng DD hoặc Dd cho chữ Đ hoa, và dd cho chữ đ thường. 
Để gõ dấu câu (dấu chấm . , dấu hỏi ? , dấu nháy đơn ' , dấu gạch chéo / , dấu mở ngoặc ( hoặc dấu ngã ~ ngay sau một số chữ tiếng Việt, cần phải gõ dấu gạch ngược trước \ để máy tính không nhầm thành dấu phụ tiếng Việt. Ví dụ:
O^ng te^n gi`\? To^i te^n la` Tra^`n Va(n Hie^'u\.
Ông tên gì? Tôi tên là Trần Văn Hiếu.

## Lịch sử
Quy ước VIQR đã được dùng tại miền Nam trước 1975 trong việc lưu giữ các tài liệu của quân đội. Năm 1992, quy ước này được Nhóm Viet-Std (Vietnamese-Standard Working Group - Nhóm Nghiên cứu Tiêu chuẩn Tiếng Việt) thuộc TriChlor group tại California chuẩn hóa.
Lối viết này hiện nay cũng được dùng thường xuyên trên mạng, khi chat, vì tiện lợi, không cần dùng phần mềm nào cả và có thể dùng mọi lúc mọi nơi.